# تومیو اوکامورا
تومیو اوکامورا (انگلیسی: Tomio Okamura؛ زادهٔ ۴ ژوئیهٔ ۱۹۷۲) یک سیاستمدار راست افراطی و کارآفرین اهل کشور جمهوری چک است. وی از نژاد موراویایی والاشی، ژاپنی و کره ای است. او احزاب سیاسی چک «طلوع دموکراسی کامل» و همچنین «آزادی و دموکراسی کامل» را تأسیس کرد. از اکتبر ۲۰۱۳، او عضو اتاق نمایندگان جمهوری چک، در ابتدا برای «طلوع دموکراسی کامل» و سپس از می ۲۰۱۵ برای «آزادی و دموکراسی کامل» بوده‌است، که او همچنین رهبر آن است. او قبلاً از اکتبر ۲۰۱۲ تا انتخاب شدنش به مجلس نمایندگان یک سال بعد به عنوان سناتور مستقل منطقه زلین خدمت می‌کرد.